# Kirgistan na Mistrzostwach Świata w Lekkoatletyce 2013
Kirgistan na Mistrzostwach Świata w Lekkoatletyce 2013 – reprezentacja Kirgistanu podczas Mistrzostw Świata w Moskwie liczyła 2 zawodników.

## Występy reprezentantów Kirgistanu

### Mężczyźni
| Konkurencja   | Zawodnik    | Eliminacje | Eliminacje | Półfinał | Półfinał | Finał    | Finał   |
| Konkurencja   | Zawodnik    | Rezultat   | Pozycja    | Rezultat | Pozycja  | Rezultat | Pozycja |
| ------------- | ----------- | ---------- | ---------- | -------- | -------- | -------- | ------- |
| Bieg na 800 m | Ilja Muchin | 1:54,88    | 43.        | NQ       | NQ       | NQ       | NQ      |

### Kobiety
| Konkurencja | Zawodniczka       | Finał    | Finał   |
| Konkurencja | Zawodniczka       | Rezultat | Pozycja |
| ----------- | ----------------- | -------- | ------- |
| Maraton     | Julija Andriejewa | 2:53:16  | 38.     |